# Prorubky
Prorubky (do roku 1950 Proruby, německy Prorub) je malá vesnice, část obce Liberk v okrese Rychnov nad Kněžnou v Královéhradeckém kraji. Nachází se asi 1,5 km na sever od Liberku. V roce 2009 zde bylo evidováno 36 adres. V roce 2020 zde trvale žilo 67 obyvatel. Katastrálního území Prorubek má rozlohu 3,97 km2.

## Historie
První písemná zmínka o vesnici pochází z rok 1495.
Zakladatelé vesnice se usadili nejprve na místě, kde prorubali les. V 16. století existovala Proruba a Proroubka, jejich propojením v 17. století vznikly Proruby, od 20. století zvané Prorubky.
Za třicetileté války v 1. polovině 17. století tudy postupovaly vojenské oddíly. Švédský oddíl se opevnil severně od Prorubek. Území mezi tzv. Mezinou a údolím řeky Kněžné, kde Švédové tábořili, je označováno jako Šance. Na Šibeničním vrchu (Galgenberku) popravovali Švédové zrádce a nepřátele. Pověst praví, že za bouřlivých nocí se tu prý prohánějí na koních všichni odsouzení a popravení. Kdo se s nimi setká, zemře dříve, než skončí rok.
Roku 1929 došlo k elektrifikaci obce. V roce 1949 bylo schváleno spojení obcí Liberk a Prorubky.

## Pamětihodnosti
Kaple sv. Panny Marie - původní dřevěnou kapli z rok 1700 nahradila v roce 1847 kaple zděná. Hlavní oltář zajistil bratr Jindřich Kutschera až v Innsbrucku. Dva původní zvony byly ve světových válkách zabaveny. Opravenou kapli a znovu zavěšený zvon vysvětil 26.10.1991 královéhradecký biskup Karel Otčenášek.

## Doprava
Do vesnice vede krajská silnice III.třídy č. 31814. Dále se jedná o místní komunikace obce nebo účelové komunikace.

## Obyvatelstvo
V roce 2020 žilo v Prorubkách 67 obyvatel, z toho 36 žen a 31 mužů.
| Rok            | 2001 | 2011 | 2020 |
| -------------- | ---- | ---- | ---- |
| Počet obyvatel | 77   | 65   | 67   |

## Galerie

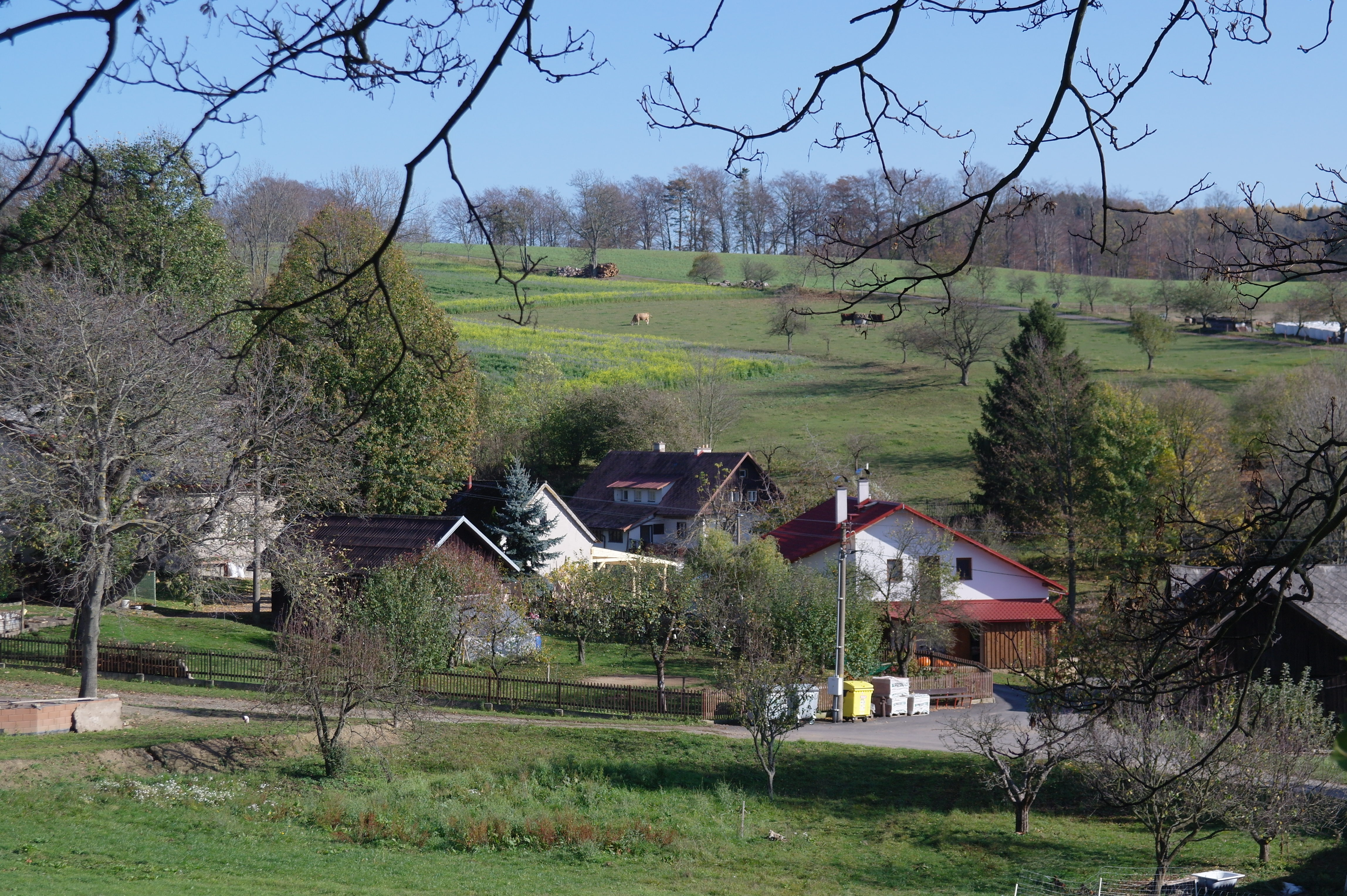
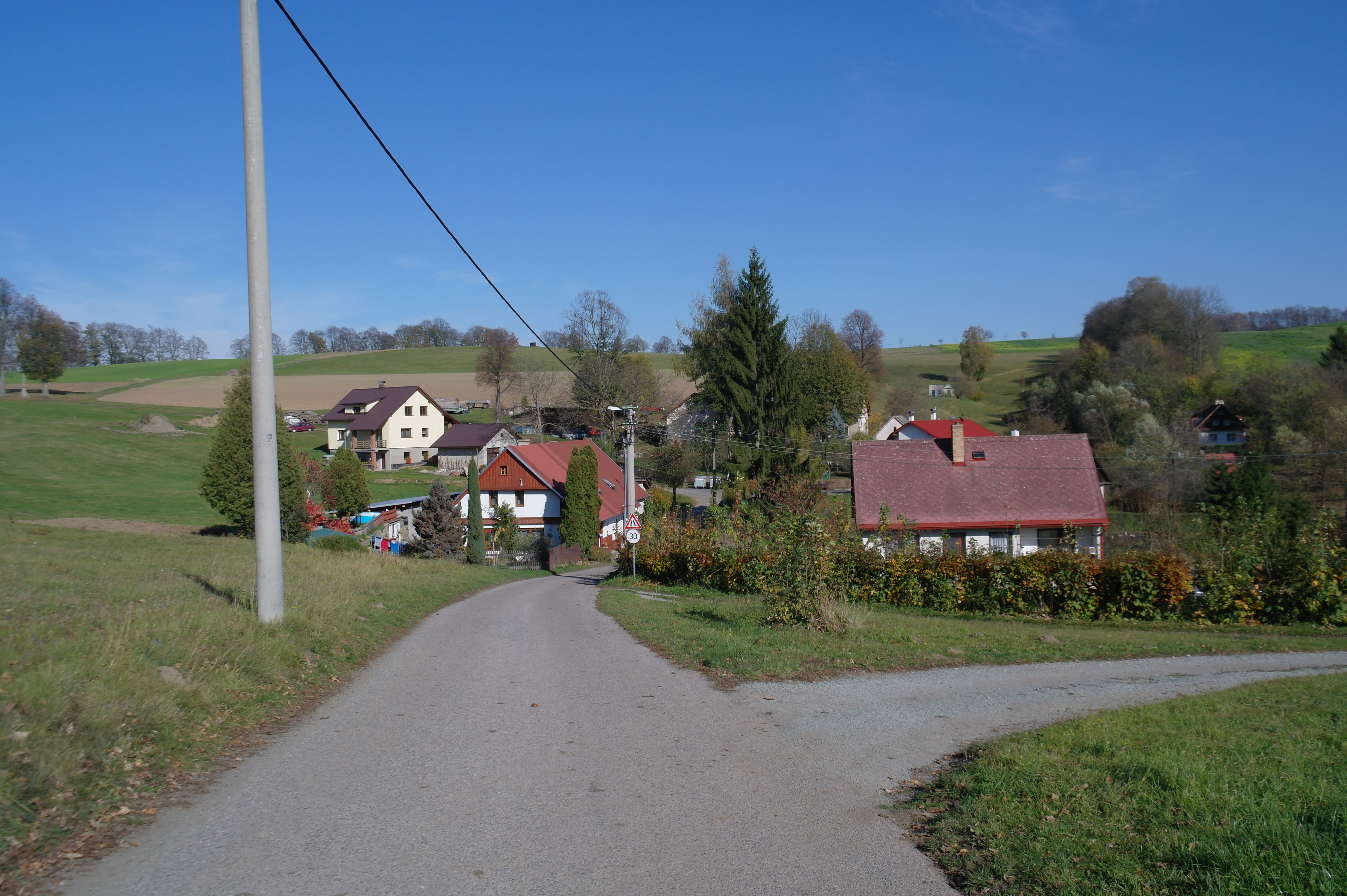
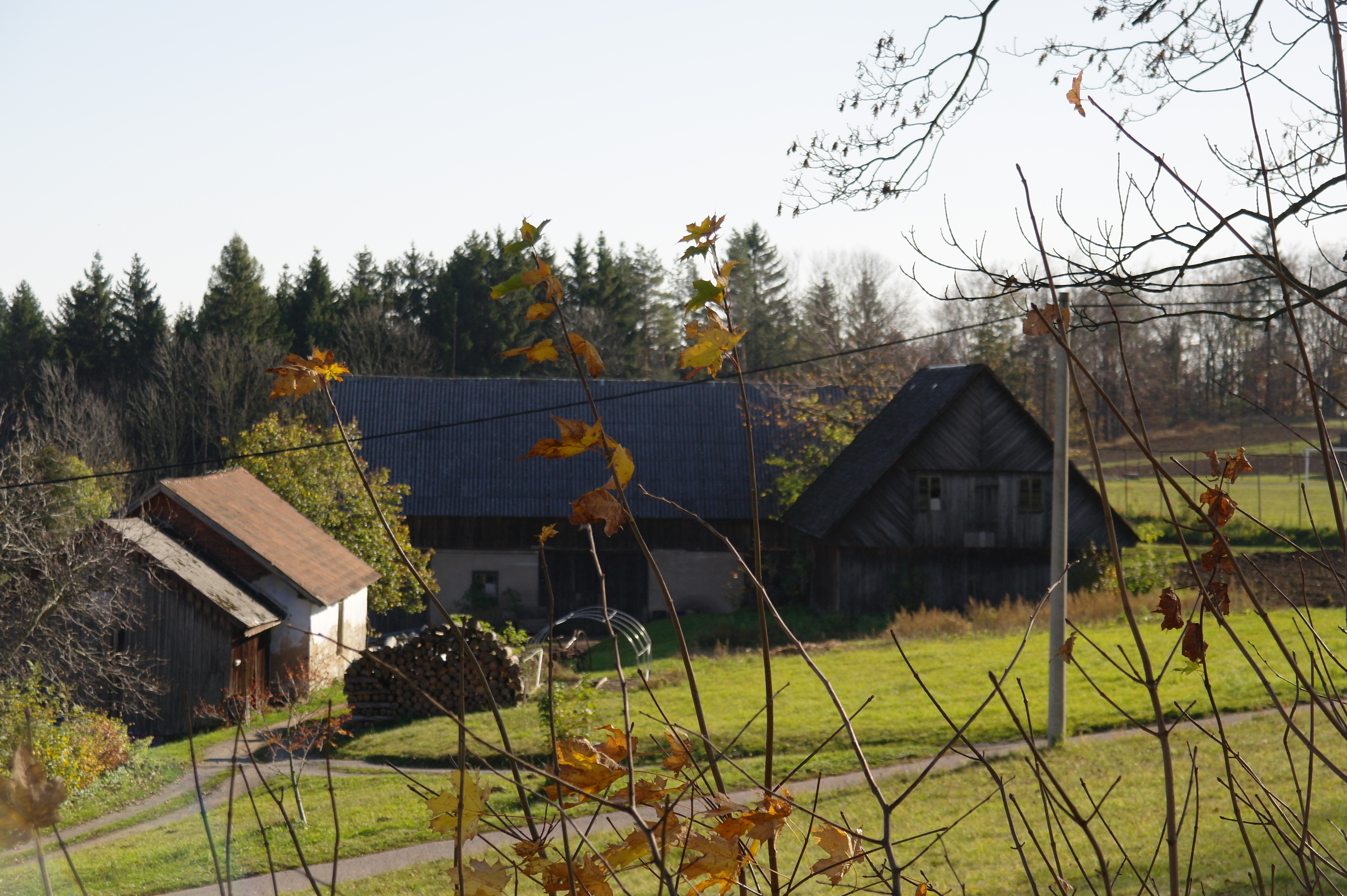
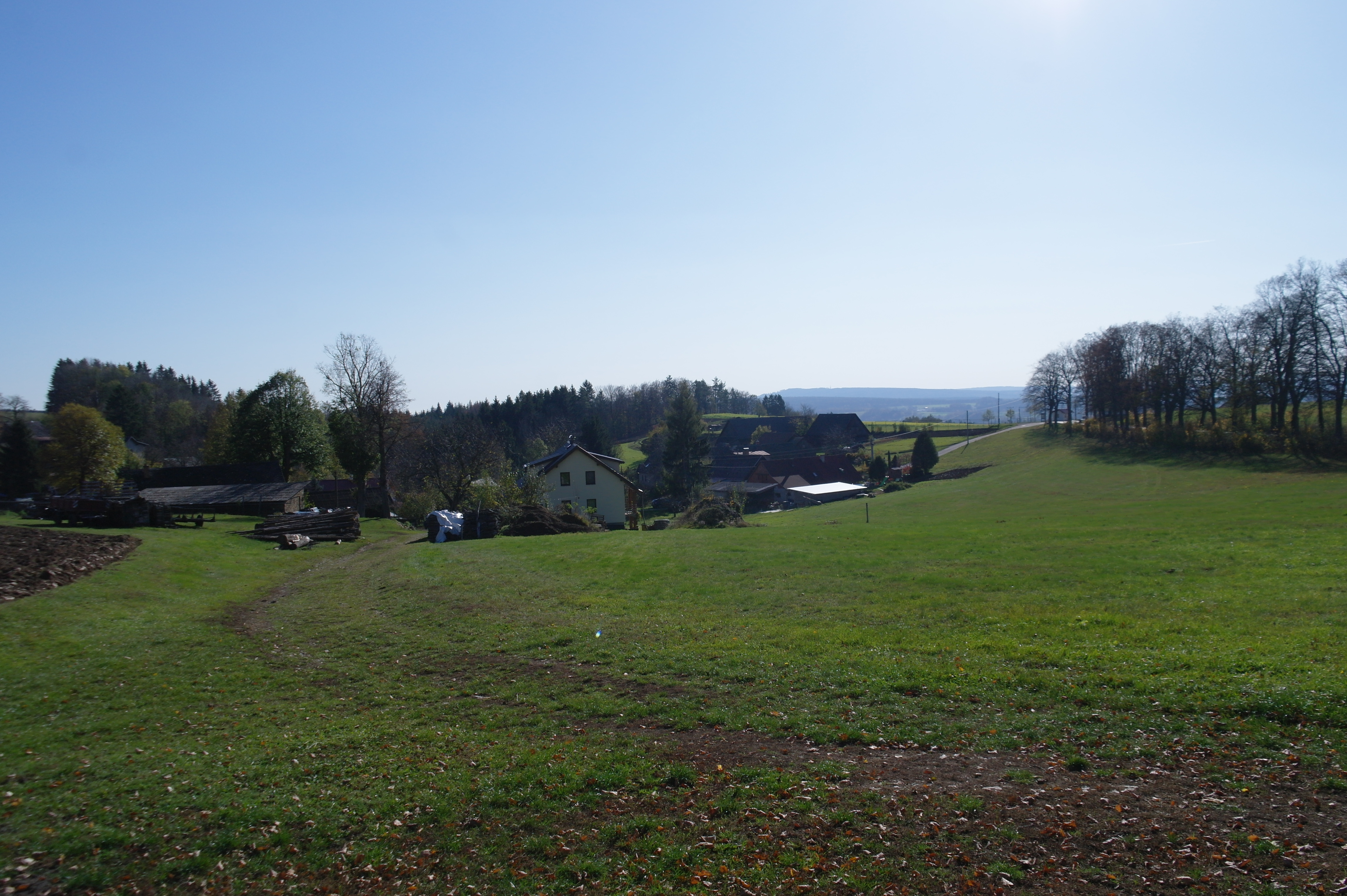
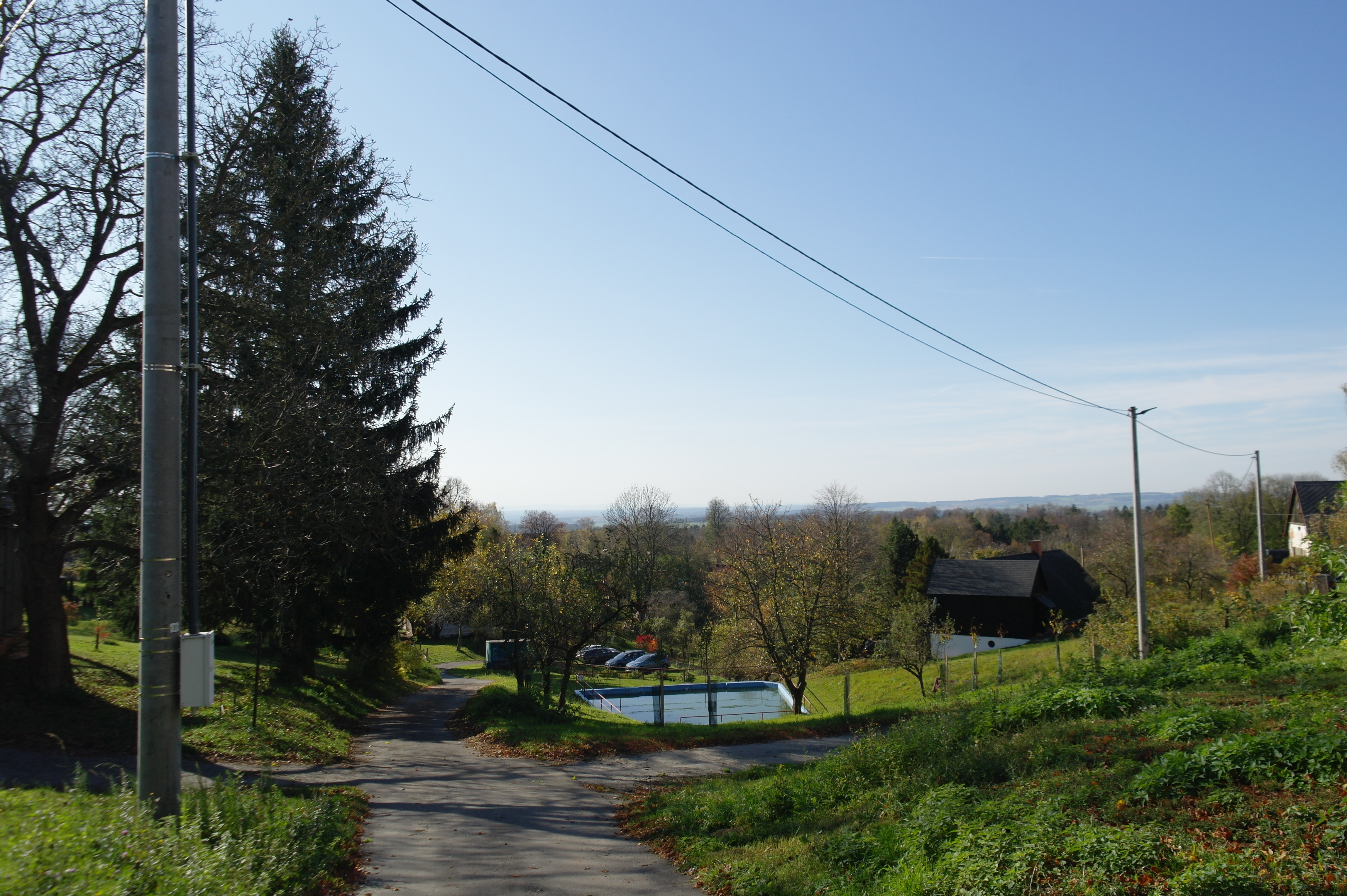
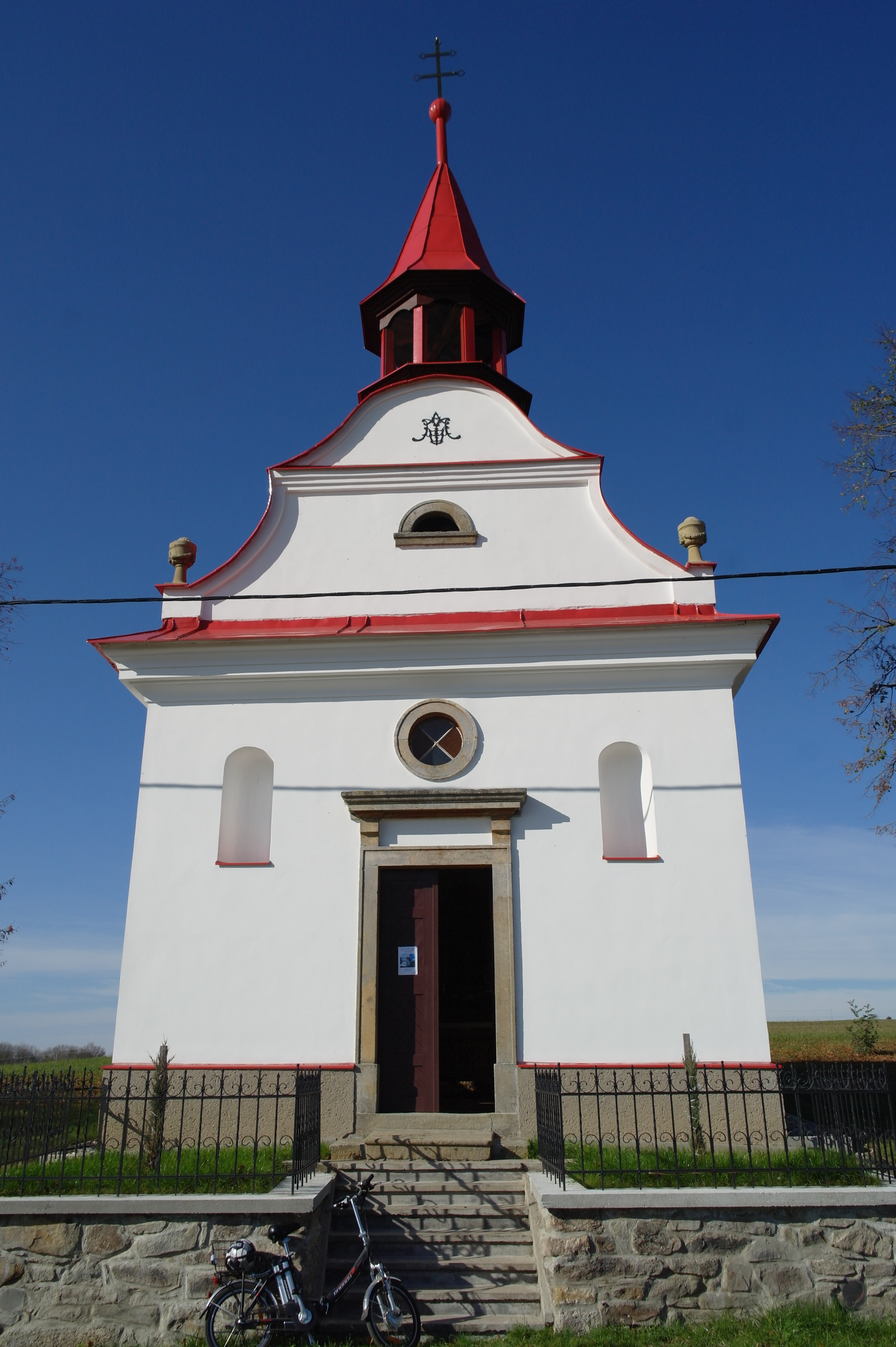
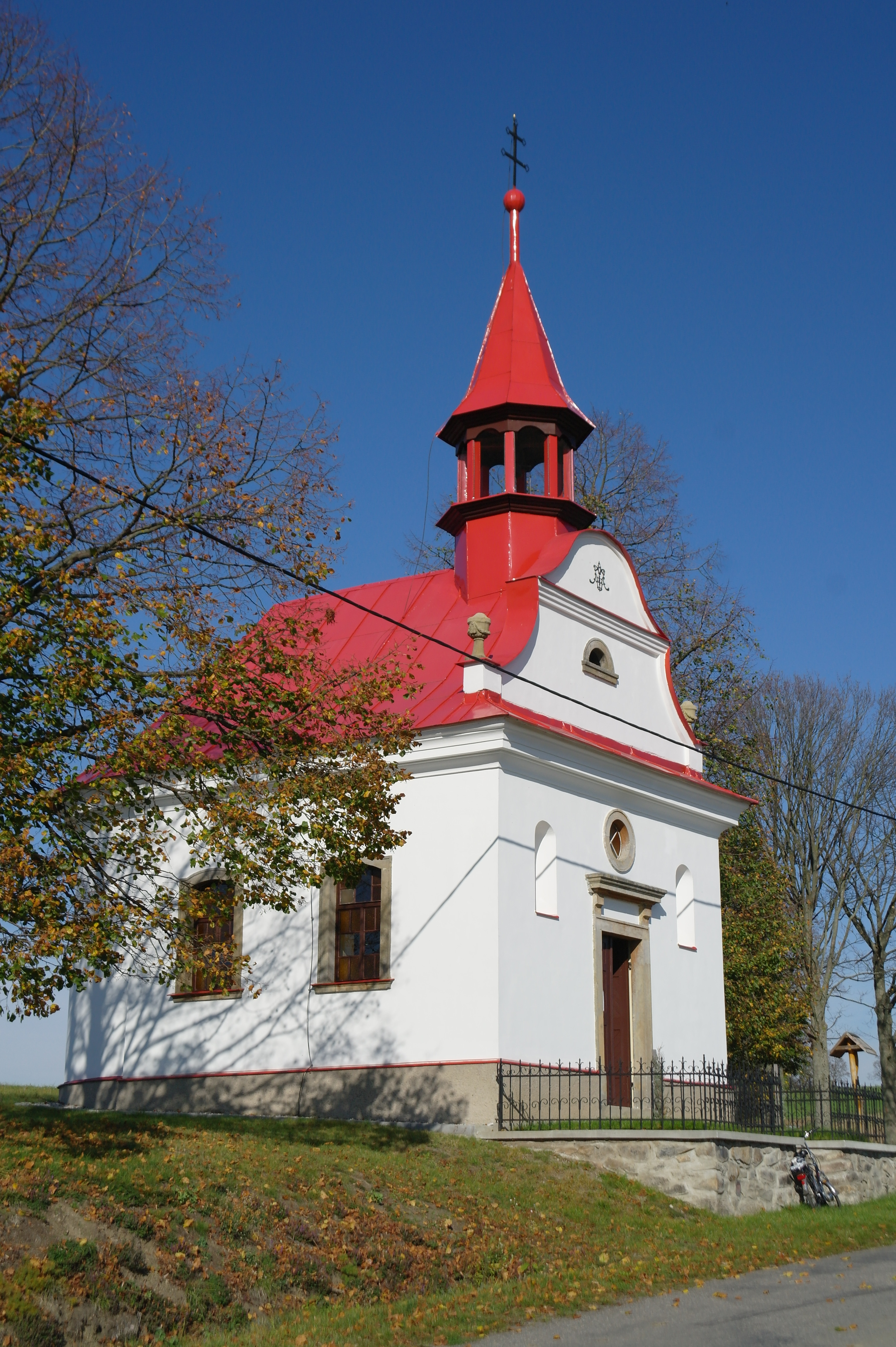
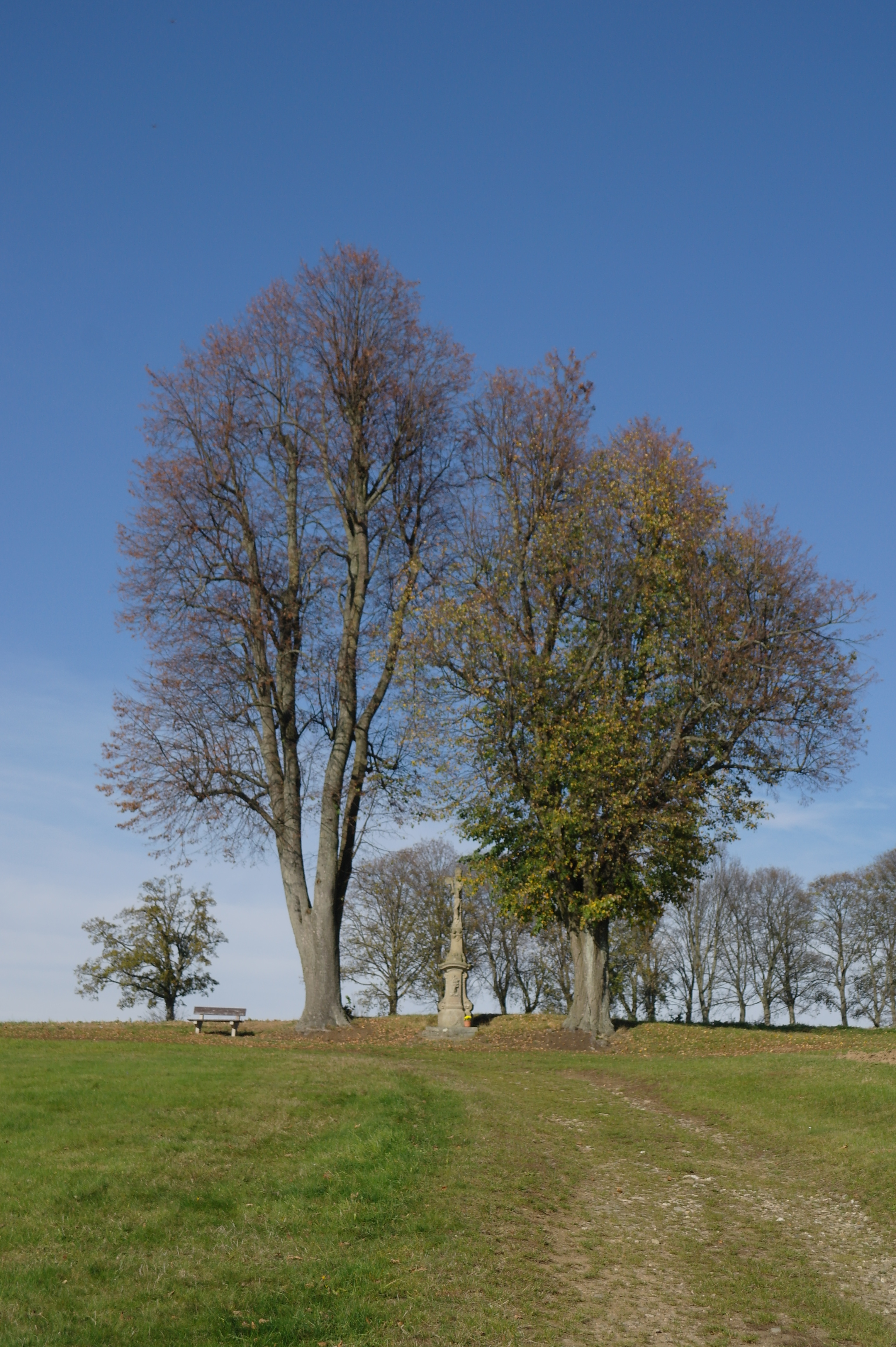
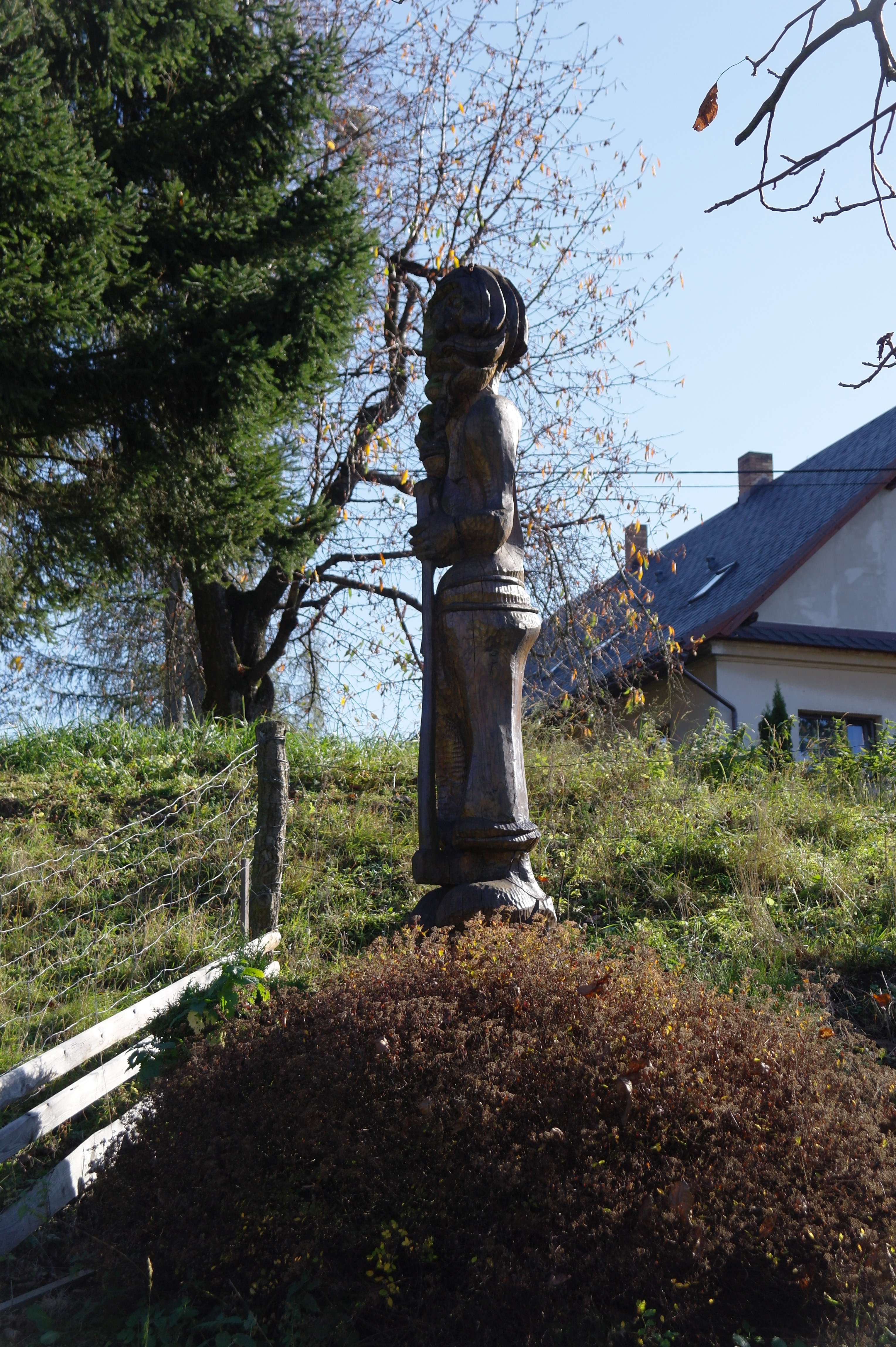
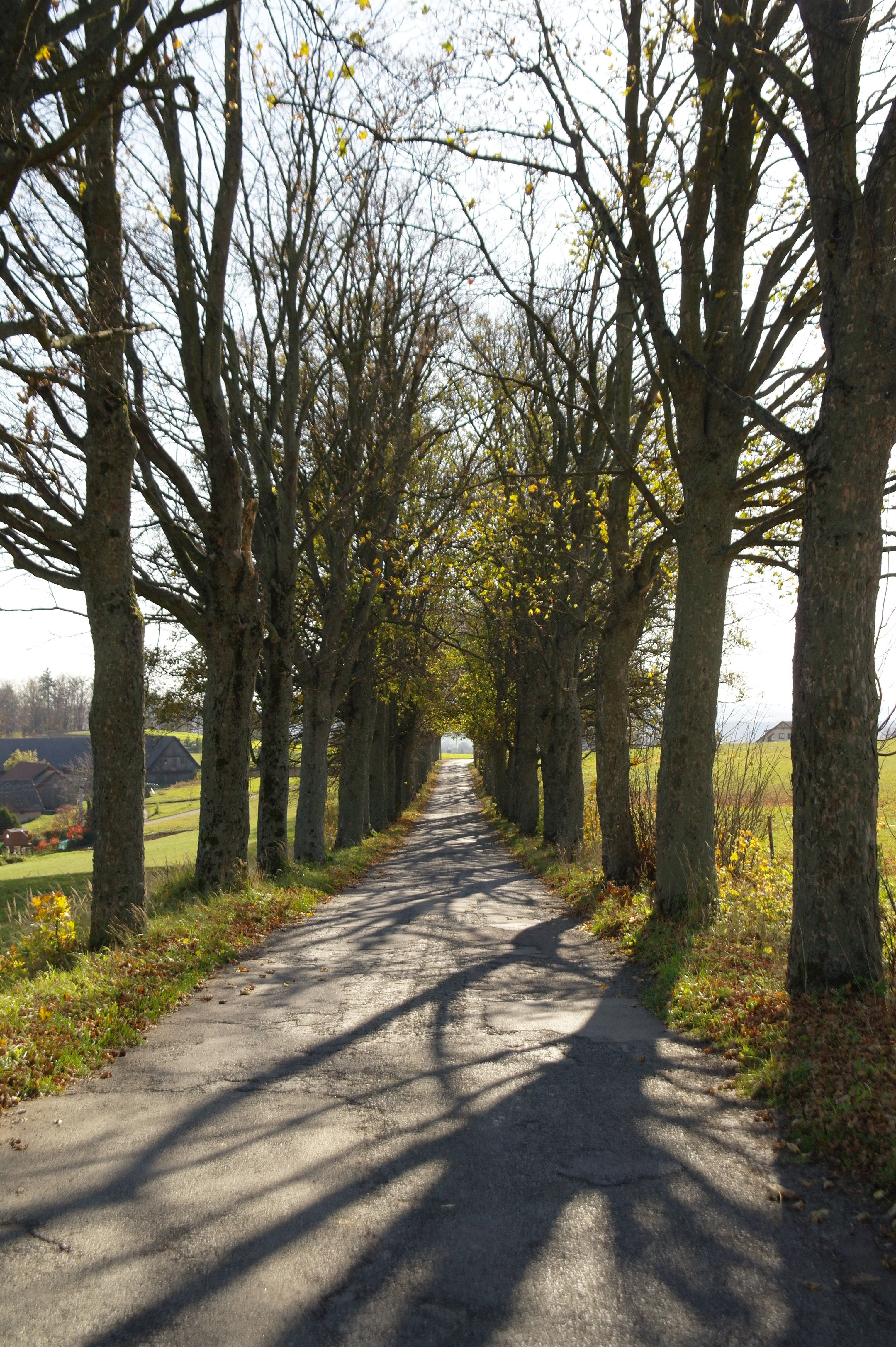